# CEEGLA
CEEGLA (skr. od ang. Central-Eastern European Green Left Alliance – Sojusz Zielonej Lewicy Europy Środkowo-Wschodniej) – sojusz zielonych i lewicowych partii politycznych z Europy Środkowo-Wschodniej. Został zawiązany 12 stycznia 2024 r. w Warszawie.

## Geneza ideologiczna
Polski dziennikarz Roman Broszkowski napisał w amerykańskim lewicowym czasopiśmie Jacobin, że lewicowcy w Europie Wschodniej odczuwali potrzebę „odrębnej tożsamości” od lewicowców z Europy Zachodniej, którzy „nie zdawali sobie sprawy” z potencjalnych konsekwencji rosyjskiej inwazji na Ukrainę w 2022 roku, oraz że utworzenie CEEGLA w 2024 r. miało „skonkretyzować” te nastroje.
Podczas wydarzenia inauguracyjnego Claudiu Crăciun z Partii Demokracji i Solidarności oświadczył Broszkowskiemu, że „zdaliśmy sobie sprawę, że żyjemy w różnych światach i że świat lewicowy – zachodni, południowy i północny – ma odmienne poglądy [w sprawie rosyjskiej inwazji Ukrainy] i czujemy, że mamy tu do czynienia z własnym światkiem. To europejskie peryferie, których głównymi stawkami w XIX i XX wieku były niepodległość i suwerenność, i wiemy co nieco o... wpływach rosyjskich w każdej postaci".
Organizacja została opisana jako wspólny dom polityczny dla proeuropejskich, antyputinowskich lewicowych partii politycznych w Europie Środkowo-Wschodniej, kładący nacisk na współpracę regionalną. Wszystkie partie w CEEGLA pochodzą z byłych członków bloku wschodniego, a dwie to byłe republiki Związku Radzieckiego.
W oświadczeniu założycielskim ugrupowanie określiło się jako reprezentacja „nowego pokolenia, które doświadczyło rozczarowania po upadku bloku wschodniego i następującej po nim transformacji kapitalistycznej”. Jego członkowie zadeklarowali: „Nie żywimy ani nostalgii za poprzednimi reżimami, ani nie mamy złudzeń co do natury skompromitowanego projektu neoliberalnego wdrażanego w naszym regionie. Musimy ruszyć do przodu, a nie do tyłu”. Koalicja opowiedziała się za większą integrację europejską i wyraziła gotowość do wspierania partii i kandydatów wyznających podobne wartości „od Morza Bałtyckiego po Bałkany”.

## Organizacje członkowskie
| Kraj    | Nazwa                                                                  | Liderzy                         | Status jako partia | Parlamentarzyści                    | Stosunek do rządu |
| ------- | ---------------------------------------------------------------------- | ------------------------------- | ------------------ | ----------------------------------- | ----------------- |
| Czechy  | Przyszłość Budoucnost                                                  | Jakub Kovařík Klára Školníková  | Zarejestrowana     | Izba Poselska 0/200 Senat 0/81      | Poza parlamentem  |
| Węgry   | Ruch Iskry Szikra Mozgalom                                             | Przywództwo kolektywne          | Nie zarejestrowana | Zgromadzenie Narodowe1/199          | W opozycji        |
| Litwa   | Razem. Sojusz Lewicy KArtu. Kairiųjų aljansas                          | Jolanta Bielskienė              | Zarejestrowana     | Sejm0/141                           | Poza parlamentem  |
| Polska  | Partia Razem                                                           | Adrian Zandberg Aleksandra Owca | Zarejestrowana     | Sejm 5/460 Senat 0/100              | W opozycji        |
| Rumunia | Partia Demokracji i Solidarności Partidul Democrației și Solidarității | Ionuț Tudor                     | Zarejestrowana     | Izba deputowanych 0/200 Senat 0/136 | Poza parlamentem  |
| Ukraina | Ruch Społeczny Соціальний рух (Socjalny Ruch)                          | Witalij Dudin                   | Nie zarejestrowana | Rada Najwyższa 0/450                | Poza parlamentem  |